# Rhachicreagra magnifica
Rhachicreagra magnifica är en insektsart som beskrevs av David M. Rowell 2000. Rhachicreagra magnifica ingår i släktet Rhachicreagra och familjen gräshoppor. Inga underarter finns listade i Catalogue of Life.